# Asperula visianii
Asperula visianii là một loài thực vật có hoa trong họ Thiến thảo. Loài này được Korica mô tả khoa học đầu tiên năm 1979.